# Acrida palaestina
Acrida palaestina är en insektsart som beskrevs av Vitaly Michailovitsh Dirsh 1949. Acrida palaestina ingår i släktet Acrida och familjen gräshoppor. Inga underarter finns listade i Catalogue of Life.